# Mladý hlasatel
Mladý hlasatel byl český časopis pro mládež, který týdně přinášel informace z různých oborů. Vycházel od 24. června 1935 do 17. května 1941, kdy bylo jeho vydávání protektorátními orgány zastaveno (nikoli však zakázáno). Týdeník vydávalo nakladatelství Melantrich.

## Nápad a počátky
S nápadem vydávat časopis pro mládež přišel do Melantrichu český spisovatel a skautský činovník Jaroslav Foglar . Časopis byl nejprve nazván Malý Hlasatel a byl určen mladším čtenářům. Až později byl název změněn na Mladý hlasatel a změnil se i jeho obsah, začal být vhodný pro mládež ve věku 10–15 let. Za časopis zpočátku zodpovídal novinář Vladimír Peroutka, posléze dr. Břetislav Mencák, od konce 1938 RNDr. Karel Bureš.

## Slavná doba
O slávu Mladého hlasatele se zasloužili hlavně dva lidé: Jaroslav Foglar a Karel Bureš. Tito dva pracovníci Melantrichu se dostali do vedení redakce v roce 1938. Bureš řídil redakci, redigoval časopis, komunikoval s autory povídek; Foglar vedl agendu čtenářských klubů a rubriku Z Bobří hráze. První číslo řízené RNDr. Burešem vyšlo 3. prosince téhož roku. S časopisem dále spolupracovali například Josef Lada, Otakar Batlička a další. Když byl časopis zastaven nacisty, náklad činil již 207 000 výtisků týdně (původně náklad činil 35 000 výtisků). K datu ukončení činnosti časopisu v květnu 1941 bylo registrováno více něž 24 000 čtenářských klubů Mladého hlasatele. 

## Citát
Nadešel rok 1941 a nic nenasvědčovalo tomu, že přijde pohroma, a to nejen pro mne, ale i pro statisíce čtenářů tohoto nejrozšířenějšího časopisu pro mládež. Byli jsme v redakci až po uši zabráni do přípravy 40. čísla, korektury na 339. číslo jsme už měli na stolech, když si nás zavolal tajemník ing. Simonides a sdělil nám ohromující drtivou zprávu. S okamžitou platností se na příkaz německých úřadů ruší vydávání Mladáho hlasatele, všemu je konec, nesmíme se ani rozloučit s našimi dvěstědeseti tiisíci čtenářů, kteří po Hlasateli jen prahli! Bylo nám dovoleno natisknout na cyklostylu asi 500 letáků, kde jsme mohli čtenářům a jejich klubům oznámit, aby nám už nepsali a svá klubovní hlášení neposílali, že je všemu konec! Vývěsky byly rozeslány do filiálních administrací, kterých bylo ve větších městech protektorátu asi patnáct nebo dvacet – a to bylo vše! 
Jaroslav Foglar

## Zajímavost
- Na žádost čtenářů vyšel v Mladém hlasateli č. 16 (229), ročník VI., dne 14. prosince 1940 článek na dvojstraně 248–9 s názvem Jak děláme Mladý hlasatel. Článek seznamuje mladé čtenáře s přípravou časopisu, prací v redakci, vč. fotografie Jaroslava Foglara, připravujícího "Rychlé šípy", osobnostmi přispěvatelů (např. Otakar Batlička) a detailně i s prací tiskárny. Článek je doplněn deseti fotografiemi Slávy Štochla, který v tu dobu fotografoval i pro Melantrich a jeho fotografie se pravidelně objevovaly na titulní straně Mladého hlasatele. [7]

## Po roce 1989
V roce 1990 bylo několika Foglarovými příznivci za vedení Jana Šimáně Galéna obnoveno vydávání časopisu pod názvem Mladý hlasatel. Foglar však s použitím původního názvu nesouhlasil a od iniciativy se distancoval. Časopis přestal v roce 1991 pro nezájem veřejnosti vycházet.
V roce 1991 bylo jinou skupinou foglarovců obnoveno vydávání časopisu pod názvem Hlasatel. Redakci vedl Jiří Raba, Jaroslav Foglar byl čestným předsedou redakční rady. První číslo vyšlo 14. března 1991. Časopis vycházel jako čtrnáctideník. Vyšlo ale pouze sedm čísel a i tento časopis přestal pro nezájem veřejnosti vycházet.
Sdružení přátel Jaroslava Foglara po roce 1992 vydávalo časopis Klubovní hlasatel.